# تام کسلر
تام کسلر (انگلیسی: Tom Chessell; ۱ آوریل ۱۹۱۴ – ۹ مهٔ ۱۹۹۲) اهل استرالیا بود.